# داریوش سوم
داریوش سوم (پارسی باستان: 𐎭𐎠𐎼𐎹𐎺𐎢𐏁 ت.ت. 'دارَیَوَئوش') سیزدهمین و واپسین پادشاه شاهنشاهی هخامنشی است. داریوش پیش از به سلطنت رسیدن، نام آرتاشاتا ( به فارسی باستان : *Artašiyāta ، به معنای «خوشبخت در آرته ») را بر خود داشت[۴۳][۴۴]
در سال ۳۳۴ پیش از میلاد، اسکندر مقدونی لشکرکشی به شاهنشاهی ایران را آغاز کرد و ایرانیان را در چندین نبرد پی‌درپی شکست داد. در سال ۳۳۰ پیش از میلاد، اسکندر موفق شد تخت جمشید را تصرف کند و فرمان آتش زدن این پایتخت باشکوه هخامنشیان را صادر نمود. سپس تصمیم گرفت که داریوش را تعقیب کند، زیرا داریوش در فکر فراهم آوردن سپاهی تازه بود تا دوباره به جنگ با اسکندر برود. اما پیش از اینکه اسکندر به او برسد، داریوش توسط عموزاده‌اش بسوس و تعدادی از همراهانش کشته شد.
در شاهنامهٔ فردوسی و تاریخ سنتی ایرانیان، داریوش سوم با نام «دارا» شناخته می‌شود (ولی در داراب‌نامه و اسکندرنامه وی با نام «داراب» شناخته می‌شود) و هجدهمین پادشاه ایران و نهمین پادشاه کیانی است که چهارده سال پادشاهی کرد؛ پدر او داراب، مادرش تمروسیه و اسکندر مقدونی برادر ناتنی‌اش معرفی شده است.

## نام

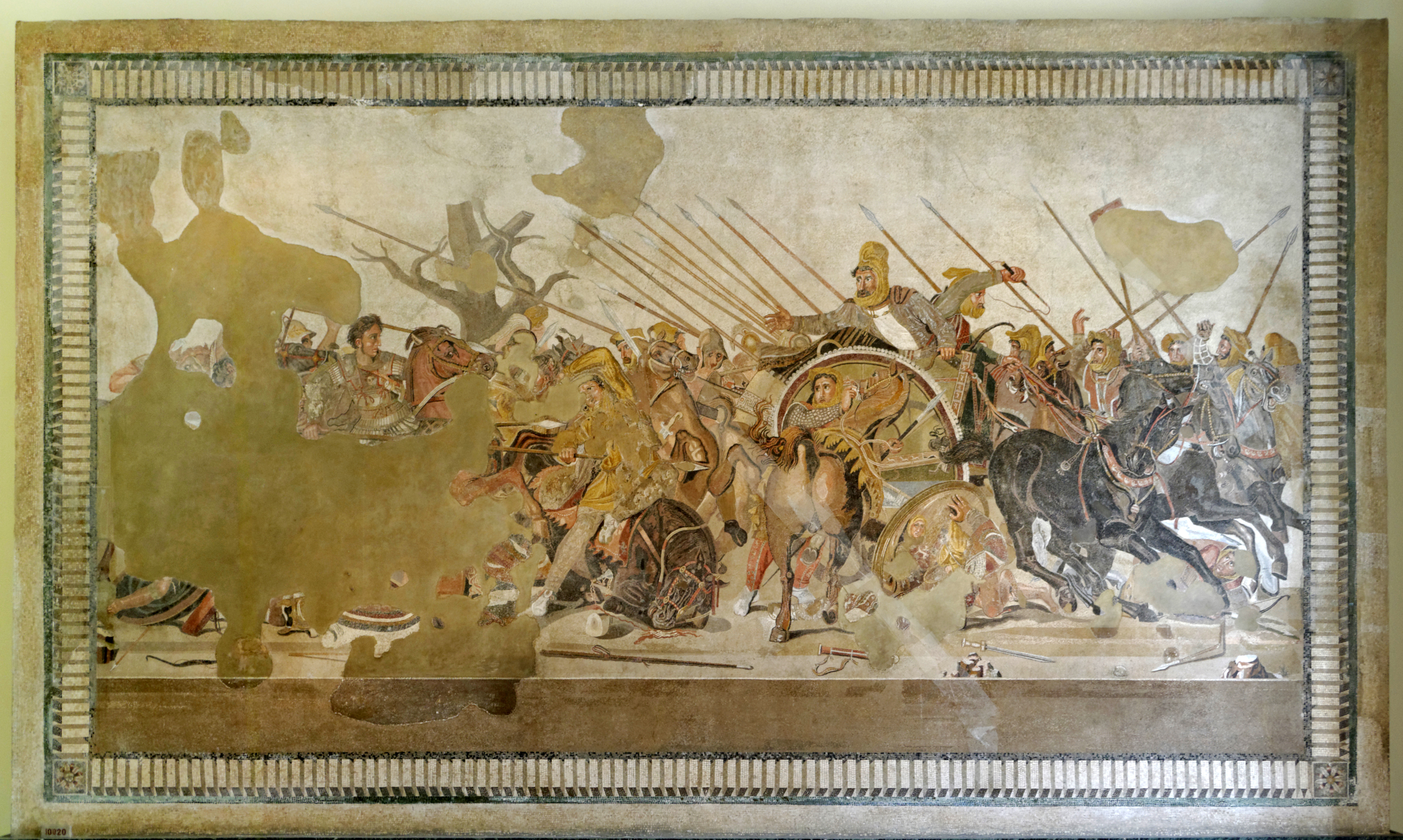
موزائیک اسکندر در پمپئی که در موزه ملی آثار باستانی ناپل نگهداری می‌شود

داریوش پیش از به سلطنت رسیدن، نام آرتاشاتا ( به فارسی باستان : *Artašiyāta ، به معنای «خوشبخت در آرته ») را بر خود داشت. [ ۹ ] [ ۱۰ ] ژوستین، مورخ رومی قرن دوم، تنها مورخی است که از داریوش با نام کودومانوس یاد می‌کند، نامی که ظاهراً پیش از رسیدن به شهرت بر خود داشته است. این نام ممکن است لقب او یا احتمالاً نام سومی بوده باشد. ریشه‌شناسی آن نامشخص است. [ ۱۱ ] [ ۱۲ ] بادیان اظهار داشته است که این نام ریشه سامی غربی دارد و به احتمال زیاد از کلمه آرامی قدمون (به معنای «از شرق، شرقی») گرفته شده است. [ ۱۳ ] داشتن دو نام غیرمعمول نبود؛ چندین نمونه ثبت شده از چهره‌های بابلی وجود دارد که دو نام داشته‌اند، اغلب یک نام بابلی و یک نام آرامی. یک فرد بزرگ ایرانی نیز با یک نام بابلی و یک نام ایرانی گواهی شده است. با این حال، به نظر می‌رسد که این رسم در طول زندگی داریوش از رونق افتاده است. بادیان می‌گوید که نام اصلی او در زمان تولد، کودومانوس آرامی بوده است که بعدها با ارتقای رتبه، آن را به آرتاشاتا تغییر داد. [ ۱۴ ] او برای اولین بار نام سلطنتی داریوش (پارسی باستان: داریا-وهاوش ، "کسی که نیکی را استوار نگه می‌دارد") را هنگامی که در سال 336 پیش از میلاد بر تخت سلطنت هخامنشی نشست، برگزید. [ ۱۵ ] [ ۱۶ ] 

## پیشینه
داریوش در حدود سال  ۳۸۰ پیش از میلاد متولد شد . او عضوی دور از خاندان سلطنتی هخامنشی بود . او پسر آرشام و نوه اوستن بود که پدرش داریوش دوم از سال ۴۲۴ پیش از میلاد تا ۴۰۵ پیش از میلاد بر امپراتوری هخامنشی حکومت می‌کرد . [ ۱۷ ] مادرش سی‌سی‌گامبیس ، زنی با ریشه‌های مبهم بود. او احتمالاً از تبار هخامنشی بود، اگرچه مشخص نیست که به کدام شاخه تعلق داشته است. او ممکن است دختر اوستن و بنابراین خواهر آرشام بوده باشد. [ ۱۸ ] داریوش یک برادر و یک خواهر داشت؛ به ترتیب هوخشتره و استاتیرا یکم . [ ۱۹ ] [ ۲۰ ]

## اوایل زندگی و بر تخت نشستن داریوش سوم
| گاه‌شمار زندگی داریوش سوم               | گاه‌شمار زندگی داریوش سوم                                |
| -------------------------------------- | ------------------------------------------------------- |
| رویدادهای زندگانی و پادشاهی داریوش سوم |                                                         |
| ۳۸۰ پ. م                               | تولد                                                    |
| ۳۵۹ پ. م                               | تاج‌گذاری اردشیر سوم                                     |
| ۳۵۹ پ. م                               | تاج‌گذاری فیلیپ                                          |
| ۳۳۸ پ. م                               | مرگ اردشیر سوم                                          |
| ۳۳۸ پ. م                               | تاج‌گذاری اردشیر چهارم                                   |
| ۳۳۶ پ. م                               | مرگ اردشیر چهارم                                        |
| ۳۳۶ پ. م                               | تاج‌گذاری داریوش سوم به‌عنوان شاهنشاه هخامنشی و فرعون مصر |
| ۳۳۶ پ. م                               | مرگ فیلیپ                                               |
| ۳۳۶ پ. م                               | تاج‌گذاری اسکندر                                         |
| تهاجم اسکندر مقدونی به ایران           |                                                         |
| ۳۳۴ پ. م                               | نبرد گرانیک                                             |
| ۳۳۳ پ. م                               | نبرد ایسوس                                              |
| ۳۳۱ پ. م                               | نبرد گوگمل                                              |
| ۳۳۰ پ. م                               | مرگ                                                     |
| ن ب و                                  |                                                         |

آرتاشاتا اولین بار در طول لشکرکشی کادوسیان به فرماندهی اردشیر سوم ( حکومت:  358-338 پیش از میلاد ) در دهه 350 پیش از میلاد به ثبت رسیده است. در طول یک نبرد، آرتاشاتا با کشتن یک جنگجو در نبرد تن به تن، خود را متمایز کرد. اردشیر سوم متوجه این شاهکار او شد و برای او هدایایی فرستاد و ساتراپی ارمنستان را به او داد . [ ۲۱ ] [ ۲۲ ] احتمالاً پس از این ارتقا بود که آرتاشاتا برای اولین بار با یک زن اشراف‌زاده ناشناس ازدواج کرد که برای او دو دختر و احتمالاً یک پسر به نام آریوبرزن به دنیا آورد. [ ۲۳ ] گفته می‌شود که اولین ازدواج او پایانه‌ای برای زمانی بوده است که نام آرامی خود، کودومانوس، را کنار گذاشت. [ ۲۴ ] نویسندگان یونانی گزارش می‌دهند که آرتاشاتا بعداً به عنوان "پیک" و "برده" پادشاه منصوب شد، که برخی از مورخان مدرن معتقدند که این نام برای تحقیر آرتاشاتا نوشته شده است. با این حال، این اصطلاحات در واقع ترجمه یونانی کلمه فارسی باستان bandaka هستند که به معنای برده نبوده، بلکه به معنای «نوکر، خدمتکار (وفادار)، رعیت» بوده است. 
در کتیبه بیستون ، داریوش بزرگ ( حکومت:  522-486 پیش از میلاد ) از این اصطلاح برای اشاره به افسران عالی‌رتبه خود استفاده می‌کند. [ ۲۵ ] استنباط شده است که آرتاشاتا احتمالاً مسئول «خدمات پستی» سلطنتی، یک مقام عالی‌رتبه، بوده است. او ممکن است همان بخش تخت جمشید را که توسط افسر برجسته ایرانی، فارناکس (درگذشته 497 پیش از میلاد) اداره می‌شد، در اختیار داشته باشد. [ ۲۶ ] [ ۲۷ ] مشخص نیست که این اتفاق چه زمانی رخ داده است، اما گفته می‌شود که این ارتقا حدود سال 340 پیش از میلاد رخ داده است، زمانی که آرتاشاتا برای بار دوم با خواهرش استاتیرا یکم ازدواج کرد. در سال 339 پیش از میلاد، آنها صاحب پسری به نام اخوس شدند. [ ۲۸ ] این نشان می‌دهد که اردشیر سوم، که بسیار مراقب هرگونه خویشاوند احتمالی برای به چالش کشیدن تاج و تخت بود، آرتاشاتا را کوچکترین تهدیدی برای خود یا پسرش ارشک نمی‌دانست . [ ۲۹ ]
در اواخر آگوست/اواخر سپتامبر 338 پیش از میلاد، باگواس، خواجه و حاکم دربار ( هزار پاتیش ) ، قتل اردشیر سوم، [ ۳۰ ] [ ۳۱ ] [ ۳۲ ] و تمام پسران پادشاه به جز ارشک و بیستانس را تحریک کرد. [ ۳۳ ] مرگ زودهنگام اردشیر سوم برای ایران مسئله‌ای مشکل‌ساز بود. [ ۳۴ ] چندین مورخ مدرن استدلال می‌کنند که این مرگ، راه را برای سقوط امپراتوری هخامنشی هموار کرد. [ ۳۵ ] باگواس، به عنوان پادشاه‌ساز، ارشک جوان (اردشیر چهارم) را بر تخت سلطنت نشاند. [ ۳۶ ] [ ۳۷ ] [ ۳۸ ]ارشک مصمم بود تا خود را از اقتدار و نفوذ باگواس آزاد کند. او تلاش ناموفقی برای مسموم کردن باگواس انجام داد، اما خود و بقیه خانواده‌اش توسط باگواس مسموم شدند و آرتاشاتا در 336 پیش از میلاد بر تخت سلطنت نشست. [ ۳۹ ] شهرت داریوش سوم به شجاعت، تبار سلطنتی احتمالی او و حمایتی که از اردشیر سوم داشت، همگی به او کمک کردند تا در میان اشراف پذیرفته شود. [ ۴۰ ] [ ۴۱ ] تبلیغات مقدونی که برای مشروعیت بخشیدن به فتوحات اسکندر مقدونی  چند سال بعد انجام شد، داریوش سوم را به ایفای نقش کلیدی در قتل ارشک که به عنوان آخرین پادشاه خاندان سلطنتی هخامنشی به تصویر کشیده می‌شد، متهم کرد.[۴۲]

## وقایع دوران سلطنت داریوش سوم

### طغیان مجدد در مصر
قتل باگواس، داریوش را با طغیانی دوباره در مصر مواجه کرد. در اوایل سال ۳۳۴ پیش از میلاد داریوش طغیان مصر را فرونشاند و از آنجا به پارس بازگشت تا برای خود قصرها و مقبره‌ای برای خود بسازد.

### درخواست کمک آتنی‌ها برای مقابله با اسکندر
در بازگشت از مصر داریوش سوم به آتنی‌هایی که از وی کمک مالی درخواست کردند تا با اسکندر به مبارزه برخیزند، از روی بی‌اعتنایی جواب رد داد؛ زیرا او اسکندر جوان را به اندازه‌ای نیرومند نمی‌دانست که بتواند آرزوهای فیلیپ مقدونی را دنبال کند. در پایان، او کمک خود را به آتن روانه داشت اما این مانع تسخیر دولت‌شهرهای یونان توسط اسکندر نشد.

### یورش اسکندر به ایران
پس از درگذشت داریوش بزرگ، رواداری مذهبی و فرهنگی او و کوروش بزرگ، در دوران سلطنت خشایارشای یکم رو به زوال گذاشت و فساد و برادرکشی که از دوران اردشیر یکم در دربار هخامنشی رواج پیدا کرد، باعث شد تا کم‌تر کسی تمایل به حفظ دولت هخامنشی داشته باشد و ملل تابع تمایل به جدایی پیدا کردند. 

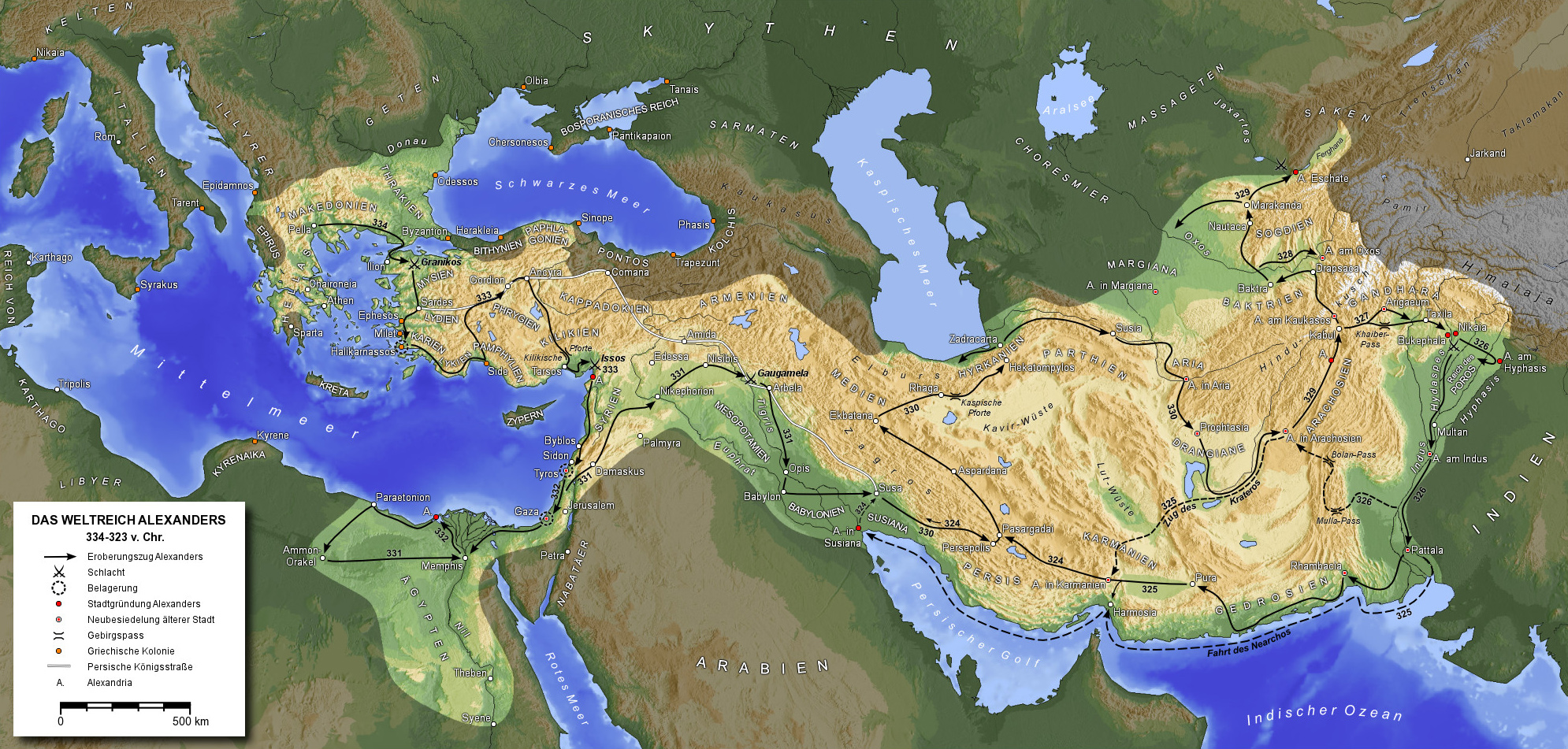
نقشه‌ای که زمان و محل سه نبرد گرانیک، ایسوس، و گوگمل نشان داده شده است (برای بهتر دیدن تصویر بر روی آن کلیک کنید)

#### نخستین رویارویی مقدونیان و ایرانیان (نبرد گرانیک)
در بهار سال ۳۳۴ پیش از میلاد و در کنار رود گرانیکوس (بیگاچای کنونی)، اولین تلاقی جدی بین دو سپاه ایران و اسکندر به نام نبرد گرانیک یا گرانیکوس رخ داد. طی نبردی تن به تن میان مهرداد (داماد داریوش) و اسکندر، چنین به نظر می‌رسید که اسکندر به دست مهرداد کشته خواهد شد و اگر مداخلهٔ کلیتوس نبود به احتمال زیاد اسکندر کشته می‌شد. پس از شکست سپاه ایران، اسکندر بر گروه یونانیانی که در سپاه ایران خدمت می‌کردند تاخت و آنان را تار و مار کرد. با این پیروزی، آسیای صغیر به تسخیر اسکندر درآمد و شهرهای یونانی‌نشین این ناحیه اکثراً وی را همچون رهاننده‌ای تلقی کردند و به آسانی دروازه‌هایشان را بر روی او گشودند.

#### دومین رویارویی مقدونیان و ایرانیان (نبرد ایسوس)

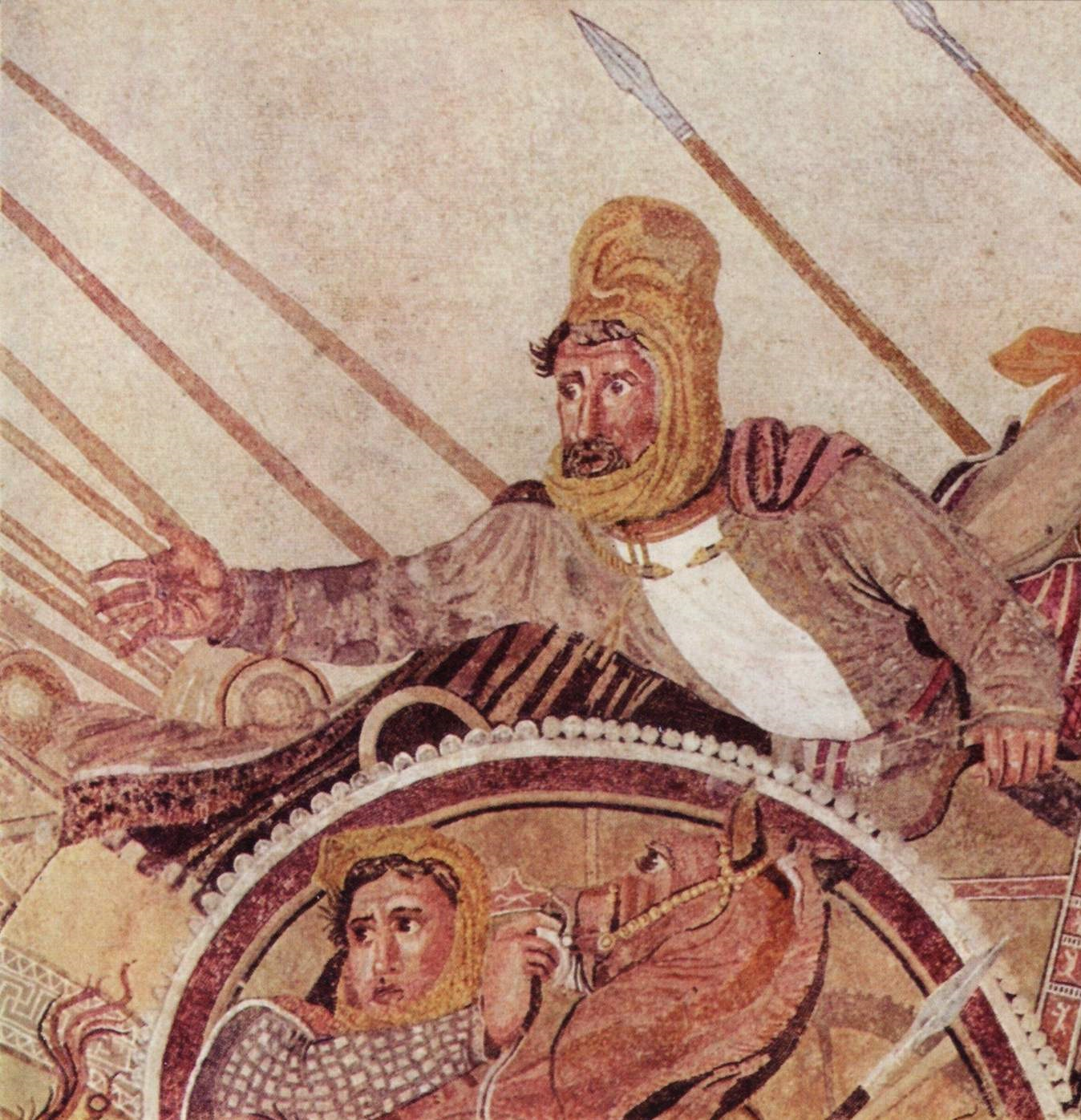
داریوش سوم و برادرش هوخشتره در پاره‌چین نبرد ایسوس

پس از نبرد گرانیک، ساتراپ‌های آسیای کوچک بدون هیچ زحمتی تسلیم اسکندر شدند تا آن‌جا که در کم‌تر از یک سال او به نواحی سوریه رسید. در سال ۳۳۳ پیش از میلاد، دومین جنگ بین سپاه مقدونی و سپاهی که داریوش در بابل تجهیز و آماده کرده بود، به نام نبرد ایسوس، درگرفت. در این جنگ، داریوش خود فرماندهی سپاه را به عهده گرفت. با وجود تعداد بسیار زیاد سپاه ایران نسبت به سپاه مقدونی، محل نبرد به اندازه‌ای کوچک بود که سپاه بزرگ ایران به زحمت می‌توانست در آن حرکت کند؛ به گونه‌ای که سواره‌نظام هخامنشی عملاً قدرت پیکار خود را از دست داد. در این نبرد، اسکندر به سوی داریوش تاخت و اگر مقاومت سربازان ایرانی نبود، ممکن بود که او اسیر شود. با گریختن داریوش از میدان نبرد، سپاه ایران فروپاشید و خانوادهٔ سلطنتی ایران اسیر شدند. 

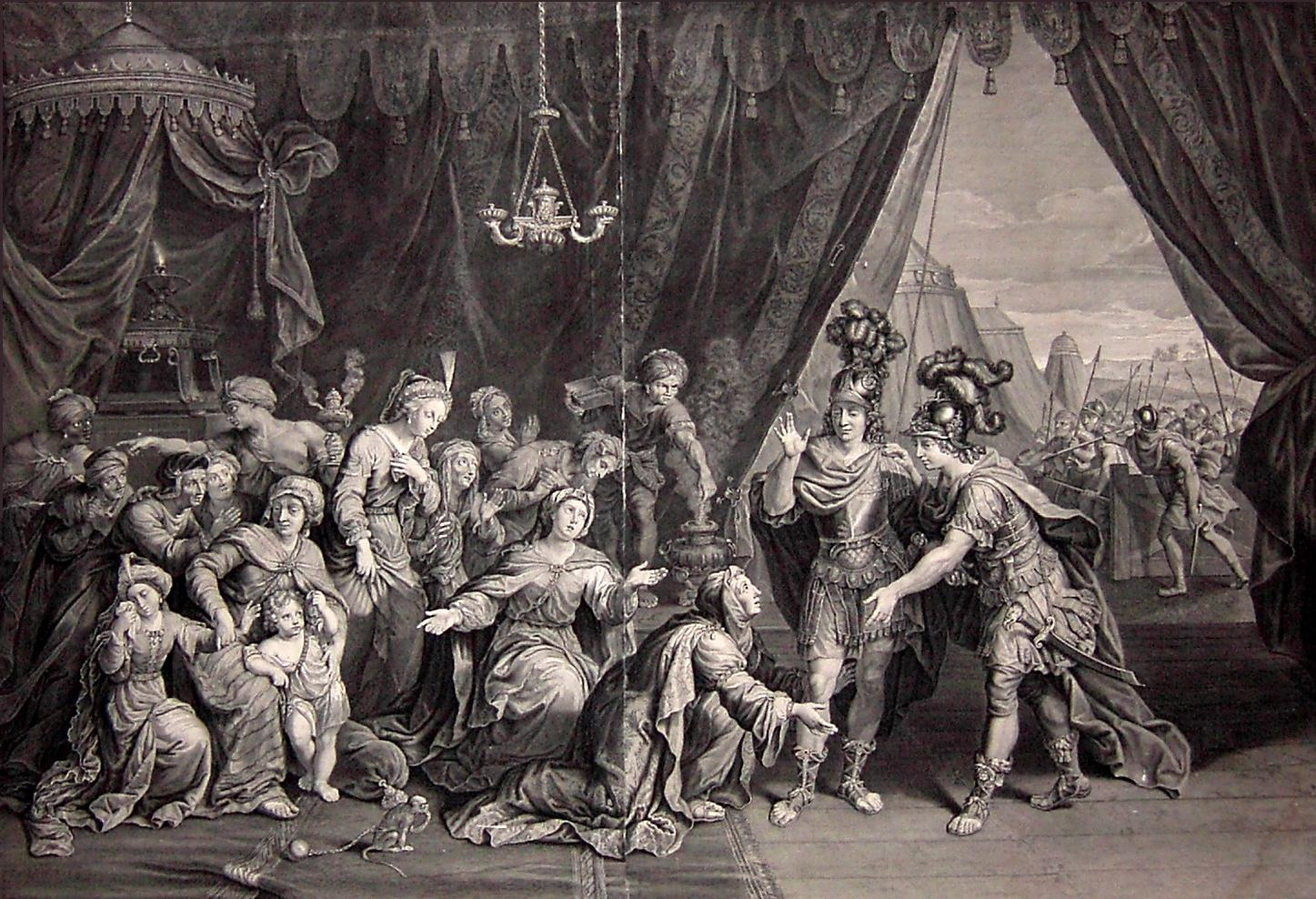
نگارهٔ نقاشی شده از به اسارت افتادن خانوادهٔ داریوش سوم توسط اسکندر در جنگ ایسوس

#### تسخیرفنیقیه
پس از نبرد ایسوس، اسکندر به سوی مصر پیشروی کرد. شهر صیدا بدون مقاومت تسلیم او شد، اما در حوالی شهر صور به مدت ۷ ماه در نبرد با ایرانیان بود، به گونه‌ای که پس از فتح شهر بسیاری را از تیغ گذراند و باقی را به بردگی کشید. مقاومت شهر غزه نیز در هم شکست و بسیاری از مردمان آن به اسارت گرفته شدند. اورشلیم (بیت‌المقدس) نیز بدون مقاومت تسلیم شد.

#### تسخیر مصر
در سال ۳۳۲ پیش از میلاد، ساتراپی مصر بدون مقاومت چشمگیری تسلیم اسکندر شد و مصریان از او در سرتاسر درهٔ نیل به عنوان یک ناجی استقبال کردند.

#### سومین رویارویی مقدونیان و ایرانیان (نبرد گوگمل)
در سال ۳۳۱ پیش از میلاد، سومین و آخرین رویارویی سپاه ایرانی و سپاه مقدونی رقم خورد. در ابتدا پیش‌بینی می‌شد که سپاه ایران پیروز شود؛ اما رویارویی مستقیم اسکندر با داریوش و وارد کردن جراحاتی به وی، سبب گریختن داریوش از میدان جنگ و از هم پاشیدن سپاه هخامنشی شد. بدین صورت شهر بابل به آسانی تسلیم اسکندر شد و کاهنان و مردم بابل، به دلیل صدمه‌های خشایارشای یکم به معبدهای بابل، از او استقبال کردند. پس از آن نیز شهر شوش (پایتخت زمستانی هخامنشیان) تسلیم شد. 

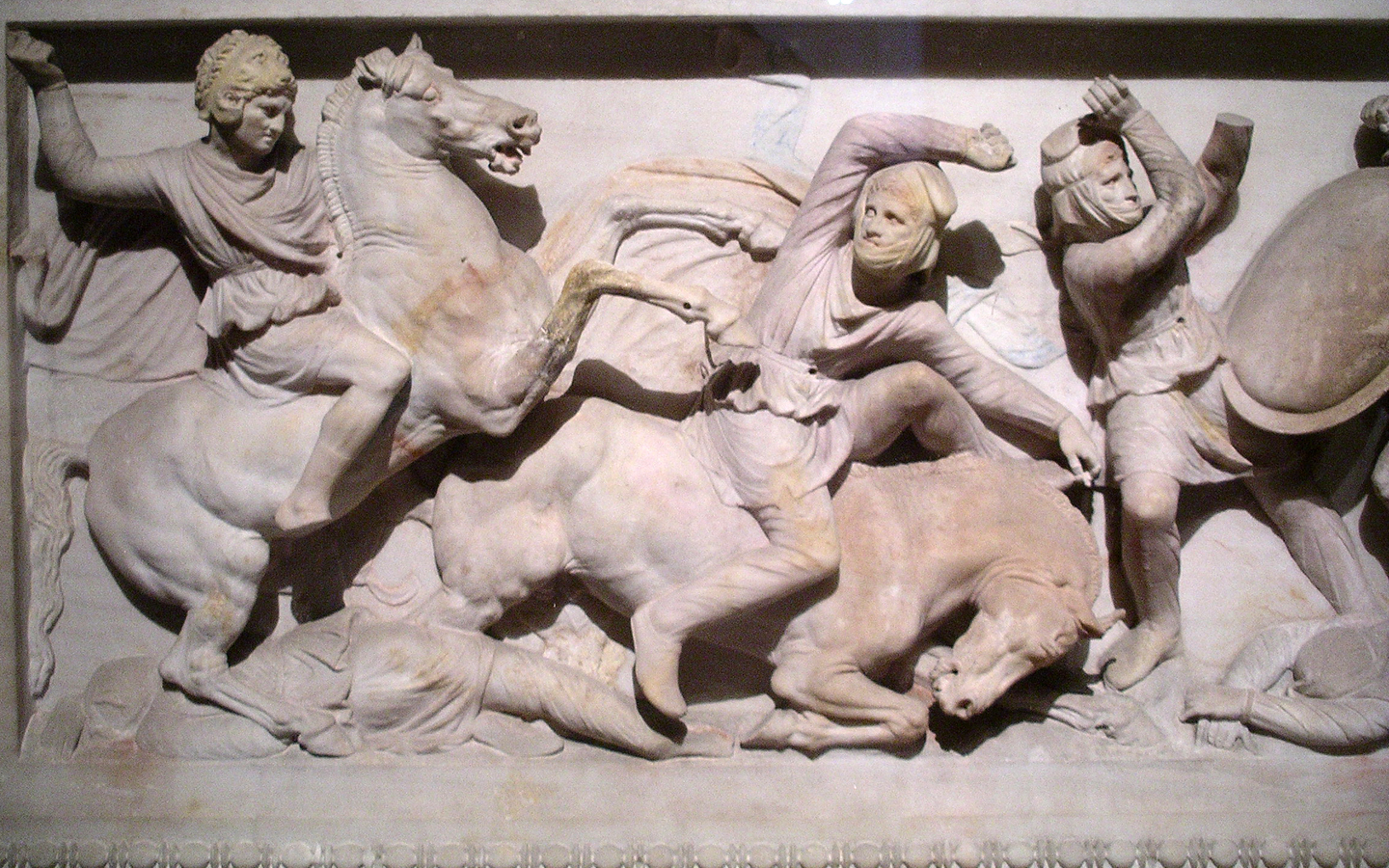
نگاره‌ای از تابوت‌دان اسکندر که نبرد هخامنشیان و مقدونیان را به تصویر کشیده است

### ویرانیپارسه (تخت جمشید)
پس از فتح شوش، اسکندر بر آن شد تا پارسه (تخت جمشید) را تسخیر کند. پس از جمع‌آوری اطلاعات از راه‌ها و مسیرها، نیمی از لشکر را به فرماندهی پارمنیون از راه جلگه و جادهٔ شاهی روانه کرد و خود با نیم دیگر لشکر از مسیر کوهستان زاگرس روانه شد. او در محلی به نام دربند پارس (تنگ تکاب کنونی) توسط ساتراپ نشین پارس به نام آریوبرزن و نیروهایش متوقف شد. پس از مدتی او توسط چوپانی راهنمایی شده و از پشت سر لشکر آریوبرزن به آنان یورش بردند. پس از تسخیر پارسه، اسکندر کاخ سلطنتی را به آتش کشید. دلیل این واقعه هنوز نامعلوم است ولی شواهد نشان می‌دهد که آن انتقام اسکندر از ایرانیان برای آتش زدن آتن به دست خشایارشا بوده است. به گفتهٔ پلوتارک بعدها او از این کار پشیمان شد و کورتیوس گفته است «چون مقدونی‌ها از اینکه شهری به عظمت پرسپولیس بر دست پادشاه آنها نابود گشت شرمسار شدند و واقعه را به تأثیر شراب و تحریک یک روسپی منسوب کردند». 

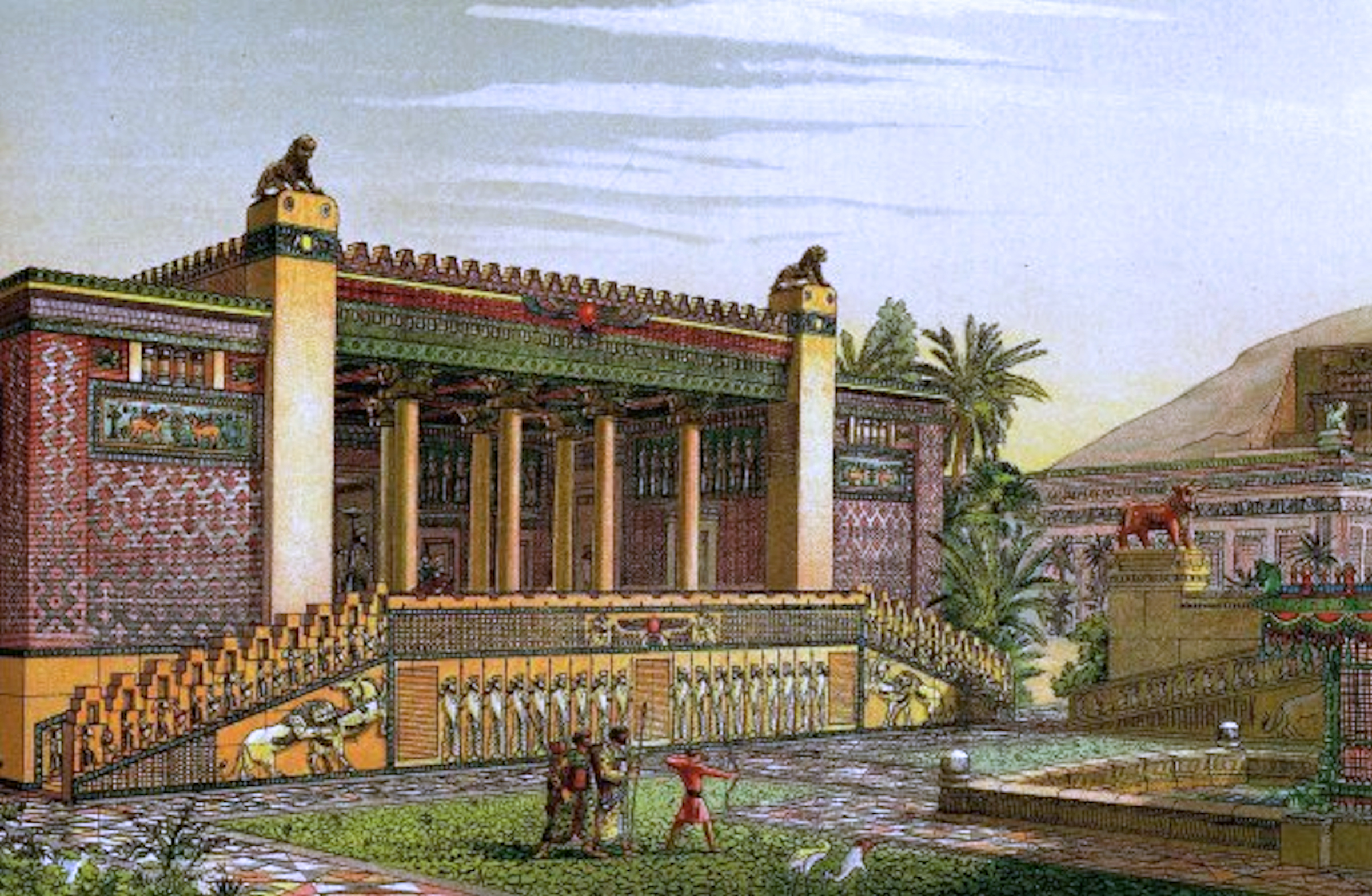
طراحی از کاخ تچر در پارسه اثر شارل شیپیه

## مرگ داریوش سوم
در سال ۳۳۰ پیش از میلاد، در هگمتانه (اکباتان)، داریوش بر آن شد تا بار دیگر لشکری جمع‌آوری کرده و به رزم اسکندر رود اما چون اسکندر به سوی ماد لشکر کشید در این کار ناکام ماند و به همراه برادرزاده‌اش بسوس و جمعی از بزرگان از راه رگ (ری کنونی) به سوی باختر رفت. در حوالی دامغان، بسوس شاه را از ترس نزدیک شدن لشکر اسکندر و طمع جانشینی زخمی کرد و خود به باختر رفته و عنوان اردشیر پنجم را بر خود نهاد. هنگامی که اسکندر بر بالین شاه رسید، او مرده بود. پس اسکندر برای مشروعیت بخشیدن به فتوحات خود، ابتدا او را با احترام دفن کرد و سپس به تعقیب اردشیر پنجم رفته و او را مجازات کرد. 

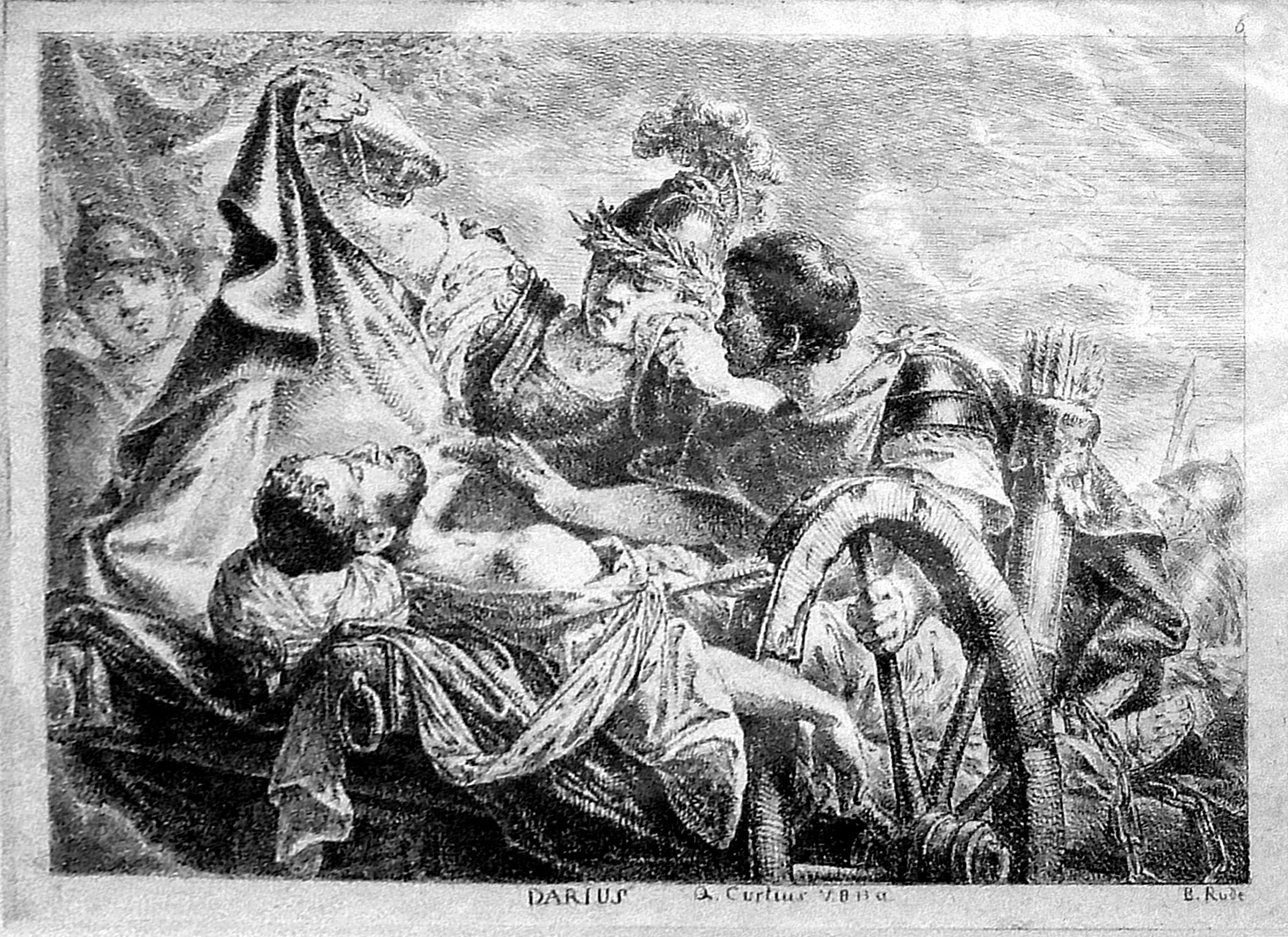
تصویری نقاشی شده از رسیدن اسکندر بر بالین داریوش سوم پس از مرگ وی

## علت سقوط هخامنشیان
محمد داندامایف اظهار می‌دارد که هر کسی که گزارش‌های لشکرکشی اسکندر را می‌خواند، آرزو می‌کند که ای کاش پارسیان پیروز میدان می‌شدند. او می‌گوید که پارسیان با شجاعت جنگیدند، صفوف منظم از سربازان ماهر مزدور یونانی بود که به مافوق خود وفادار بودند. پارسیان در ناوگان دریایی برتر از مقدونی‌ها بودند و ذخایر مالی و اقتصادی بیشتری نسبت به مقدونی‌ها داشتند.
از نگاه او، شاهنشاهی هخامنشی به چند دلیل فروپاشید:
1. کشتارهای خانوادگی
2. شورش‌های دائمی در ساتراپی‌ها
3. وضع مالیات‌های سنگین بر اتباع امپراتوری
4. بی‌تمایلی ساتراپ‌های تابع امپراتور برای دفاع از امپراتوری

## ازدواج با استاتیرای دوم
اگرچه به هیچ وجه بدون مشکل نیست اما توسط تعدادی از نویسندگان باستانی ذکر شده است، که استاتیرای دوم خواهر کامل داریوش و در نتیجه دختر سیسیگامبیس و آرشام دوم بوده است اما منابع دیگری، در حالی که تأکید می‌کنند که او خواهر داریوش است، هیچ جا نشان نمی‌دهند که سیسیگامبیس مادر او بوده است. در واقع، حتی در توصیفات رقت‌انگیز مرگ استاتیرا در اسارت، تنها اصطلاحی که پیوند بین این دو زن، سیسیگامبیس و استاتیرا را تعریف می‌کند، کلمه «مادرشوهر» در تاریخ کورتیوس است. به کار بردن این واژه عجیب است زیرا برای توصیف یک مادر بیولوژیک استفاده نمی‌شود. عدم اشاره به پیوند مادر و دختر از این جهت عجیب‌تر است که منابع، یا حداقل کورتیوس و پلوتارک، هیچ شکی در رابطه بین استاتیرا و مادر بودنش برای دو دخترش باقی نمی‌گذارند. استاتیرا مطمئناً خواهر کامل داریوش نبوده، بلکه حداکثر خواهر ناتنی از مادری متفاوت بوده است.

## سرنوشت خانواده داریوش سوم
استاتیرای دوم، دختر یا خواهر و همسر داریوش سوم است که در اسارت درگذشت. استاتیرای سوم، دختر بزرگ داریوش سوم است. اسکندر پس از تصرف تخت جمشید به شوش رفت و در این شهر برای آمیختن خون ایرانی و مقدونی عروسی بزرگی برای سرداران سپاه خود با زنان بلند پایهٔ ایرانی ترتیب داد. خود او با روشنک (رکسانا)، دختر وخشه‌ارته بلخی و استاتیرای سوم دختر داریوش سوم و پروشات دوم دختر اردشیر سوم ازدواج کرد. پس از مرگ اسکندر، چون رکسانا بر استاتیرا رشک می‌برد، او را با نامهٔ جعلی از اسکندر، نزد خود خواند و به کمک پردیکاس (نایب السلطنهٔ اسکندر) او و خواهرش را کشت و به چاه انداخت.
به استناد آثار الباقیه ابوریحان بیرونی ساسانیان از نسل داریوش سوم هخامنشی بودند.

## داریوش سوم در تاریخ اساطیری ایران
در نوشتارهای اساطیری، داریوش سوم همان «دارا»، دومین پسر داراب پس از برادرش اسکندر و هجدهمین پادشاه ایران و نهمین پادشاه کیانی است که چهارده سال پادشاهی کرد. نام او در ادبیات پهلوی و بیشتر ادبیات پارسی به‌صورت «دارا» ثبت شده؛ ولی در داراب‌نامه و اسکندرنامه او «داراب» نام دارد. دارا پس از پدرش داراب بر تخت شهریاری نشست.
مادر دارا طبق روایت‌های نخستین «ماه‌ناهید» دختر هزارمرد بود هنگامی که منابع متاخر مادرش را تَمروسیا، زنی یونانی که دختر فاستابیکون و همسر پیشین پادشاه عمان بود، نامیده‌اند. دارا برادر ناتنی اسکندر بود که پس از خودداری کردن از پرداخت خراج، شورش کرد. دارا در جریان این شورش به دست وزیرانش ماهیار و جانوسیار کشته شد. او سه پسر به نام‌های اشک، اردشیر، ساسان و شاهزادهٔ دیگری که نامش ناآشکار است، داشت. تبارنامهٔ شاهنشاهان ساسانی نیز از طریق ساسان به دارا (داریوش سوم) می‌رسد. خاندان اسپهبد، یکی از هفت خاندان ممتاز کشور، به‌همین ترتیب ادعا می‌کرد که از طریق ریشه پارتی خود، از تبار دارا (داریوش سوم) هستند. شاه اسماعیل یکم (حک. ۱۵۰۱–۱۵۲۴) نیز مدعی
داشتن فری که بر دارا تابیده شده بود، بود.
ساختن شهر دارا یا داریا، بالای شهر نصیبین، به دارا منصوب است. در برخی منابع، او همچنین شهر دارابگرد را ساخته است. به علاوه، گفته می‌شود که او دستور داد تا دو نسخه از کل کتاب اوستا و زند را رونوشت کنند و در خزانهٔ سلطنتی «گنج شاهیگان» و «دژ نبشت» با احترام نگهداری شوند. افسانهٔ «دارا و بت زرین» که ابن ندیم آن را گزارش کرده است، از جمله داستان‌های ایرانی است که به زبان عربی ترجمه شده و ممکن است مربوط به «دارا» باشد. بخش اساطیری داراب‌نامهٔ طرسوسی به رفتار داریوش سوم می‌پردازد.
در شاهنامه، دارا و اسکندر هر دو فرزندان داراب هستند. مادر اسکندر، دختر فیلقوس پادشاه روم، به‌دلیل بوی بد دهانش به روم بازگردانده می‌شود. فیلقوس او را به‌عنوان فرزند خود می‌پذیرد و او را ترغیب می‌کند تا به نبرد دارا رود. پس از درگذشت کی‌داراب، دارا مالیات‌های سنگینی وضع می‌کند و اسکندر به این بهانه به ایران یورش می‌برد. پس از شکست دارا از اسکندر، دو تن از نزدیکان پادشاه او را زخمی کرده و به باختر می‌گریزند. اسکندر به بالین پادشاه می‌آید و او پندهایی به اسکندر می‌دهد و می‌میرد. اسکندر نیز به انتقام خون او آن دو فرد را مجازات می‌کند و با روشنک، دختر پادشاه، پیوند زناشویی می‌بندد.

## تبارنامه داریوش سوم
|  |  |            |            |                             |                             |                               |                               |                               |                               |                               |                               |                          |                          |                           |                           |                                  |                                  |                                  |                                  |                                  |                                  | کوروش بزرگ نخستین شاهنشاه هخامنشی | کوروش بزرگ نخستین شاهنشاه هخامنشی | کوروش بزرگ نخستین شاهنشاه هخامنشی     | کوروش بزرگ نخستین شاهنشاه هخامنشی     | کوروش بزرگ نخستین شاهنشاه هخامنشی     | کوروش بزرگ نخستین شاهنشاه هخامنشی     |                                       |                                       | کاساندان ملکه             | کاساندان ملکه             | کاساندان ملکه                | کاساندان ملکه                | کاساندان ملکه                | کاساندان ملکه                |                              |                              |                      |                      |                      |                      |                      |                      |                |                |  |  |  |  |  |  |  |  |  |  |  |  |  |  |  |  |
|  |  |            |            |                             |                             |                               |                               |                               |                               |                               |                               |                          |                          |                           |                           |                                  |                                  |                                  |                                  |                                  |                                  | کوروش بزرگ نخستین شاهنشاه هخامنشی | کوروش بزرگ نخستین شاهنشاه هخامنشی | کوروش بزرگ نخستین شاهنشاه هخامنشی     | کوروش بزرگ نخستین شاهنشاه هخامنشی     | کوروش بزرگ نخستین شاهنشاه هخامنشی     | کوروش بزرگ نخستین شاهنشاه هخامنشی     |                                       |                                       | کاساندان ملکه             | کاساندان ملکه             | کاساندان ملکه                | کاساندان ملکه                | کاساندان ملکه                | کاساندان ملکه                |                              |                              |                      |                      |                      |                      |                      |                      |                |                |  |  |  |  |  |  |  |  |  |  |  |  |  |  |  |  |
|  |  |            |            |                             |                             |                               |                               |                               |                               |                               |                               |                          |                          |                           |                           |                                  |                                  |                                  |                                  |                                  |                                  |                                   |                                   |                                       |                                       |                                       |                                       |                                       |                                       |                           |                           |                              |                              |                              |                              |                              |                              |                      |                      |                      |                      |                      |                      |                |                |  |  |  |  |  |  |  |  |  |  |  |  |  |  |  |  |
|  |  |            |            |                             |                             |                               |                               |                               |                               |                               |                               |                          |                          |                           |                           |                                  |                                  |                                  |                                  |                                  |                                  |                                   |                                   |                                       |                                       |                                       |                                       |                                       |                                       |                           |                           |                              |                              |                              |                              |                              |                              |                      |                      |                      |                      |                      |                      |                |                |  |  |  |  |  |  |  |  |  |  |  |  |  |  |  |  |
|  |  |            |            |                             |                             |                               |                               |                               |                               |                               |                               |                          |                          | داریوش بزرگ سومین شاهنشاه | داریوش بزرگ سومین شاهنشاه | داریوش بزرگ سومین شاهنشاه        | داریوش بزرگ سومین شاهنشاه        | داریوش بزرگ سومین شاهنشاه        | داریوش بزرگ سومین شاهنشاه        |                                  |                                  | آتوسا ملکه                        | آتوسا ملکه                        | آتوسا ملکه                            | آتوسا ملکه                            | آتوسا ملکه                            | آتوسا ملکه                            |                                       |                                       | کمبوجیه دوم دومین شاهنشاه | کمبوجیه دوم دومین شاهنشاه | کمبوجیه دوم دومین شاهنشاه    | کمبوجیه دوم دومین شاهنشاه    | کمبوجیه دوم دومین شاهنشاه    | کمبوجیه دوم دومین شاهنشاه    |                              |                              |                      |                      |                      |                      |                      |                      |                |                |  |  |  |  |  |  |  |  |  |  |  |  |  |  |  |  |
|  |  |            |            |                             |                             |                               |                               |                               |                               |                               |                               |                          |                          | داریوش بزرگ سومین شاهنشاه | داریوش بزرگ سومین شاهنشاه | داریوش بزرگ سومین شاهنشاه        | داریوش بزرگ سومین شاهنشاه        | داریوش بزرگ سومین شاهنشاه        | داریوش بزرگ سومین شاهنشاه        |                                  |                                  | آتوسا ملکه                        | آتوسا ملکه                        | آتوسا ملکه                            | آتوسا ملکه                            | آتوسا ملکه                            | آتوسا ملکه                            |                                       |                                       | کمبوجیه دوم دومین شاهنشاه | کمبوجیه دوم دومین شاهنشاه | کمبوجیه دوم دومین شاهنشاه    | کمبوجیه دوم دومین شاهنشاه    | کمبوجیه دوم دومین شاهنشاه    | کمبوجیه دوم دومین شاهنشاه    |                              |                              |                      |                      |                      |                      |                      |                      |                |                |  |  |  |  |  |  |  |  |  |  |  |  |  |  |  |  |
|  |  |            |            |                             |                             |                               |                               |                               |                               |                               |                               |                          |                          |                           |                           |                                  |                                  |                                  |                                  |                                  |                                  |                                   |                                   |                                       |                                       |                                       |                                       |                                       |                                       |                           |                           |                              |                              |                              |                              |                              |                              |                      |                      |                      |                      |                      |                      |                |                |  |  |  |  |  |  |  |  |  |  |  |  |  |  |  |  |
|  |  |            |            |                             |                             |                               |                               |                               |                               |                               |                               |                          |                          |                           |                           |                                  |                                  | خشایارشا چهارمین شاهنشاه         | خشایارشا چهارمین شاهنشاه         | خشایارشا چهارمین شاهنشاه         | خشایارشا چهارمین شاهنشاه         | خشایارشا چهارمین شاهنشاه          | خشایارشا چهارمین شاهنشاه          |                                       |                                       | آمستریس ملکه                          | آمستریس ملکه                          | آمستریس ملکه                          | آمستریس ملکه                          | آمستریس ملکه              | آمستریس ملکه              |                              |                              |                              |                              |                              |                              |                      |                      |                      |                      |                      |                      |                |                |  |  |  |  |  |  |  |  |  |  |  |  |  |  |  |  |
|  |  |            |            |                             |                             |                               |                               |                               |                               |                               |                               |                          |                          |                           |                           |                                  |                                  | خشایارشا چهارمین شاهنشاه         | خشایارشا چهارمین شاهنشاه         | خشایارشا چهارمین شاهنشاه         | خشایارشا چهارمین شاهنشاه         | خشایارشا چهارمین شاهنشاه          | خشایارشا چهارمین شاهنشاه          |                                       |                                       | آمستریس ملکه                          | آمستریس ملکه                          | آمستریس ملکه                          | آمستریس ملکه                          | آمستریس ملکه              | آمستریس ملکه              |                              |                              |                              |                              |                              |                              |                      |                      |                      |                      |                      |                      |                |                |  |  |  |  |  |  |  |  |  |  |  |  |  |  |  |  |
|  |  |            |            |                             |                             |                               |                               |                               |                               |                               |                               |                          |                          |                           |                           |                                  |                                  |                                  |                                  |                                  |                                  |                                   |                                   |                                       |                                       |                                       |                                       |                                       |                                       |                           |                           |                              |                              |                              |                              |                              |                              |                      |                      |                      |                      |                      |                      |                |                |  |  |  |  |  |  |  |  |  |  |  |  |  |  |  |  |
|  |  |            |            |                             |                             |                               |                               |                               |                               |                               |                               |                          |                          |                           |                           |                                  |                                  |                                  |                                  |                                  |                                  | اردشیر یکم پنجمین شاهنشاه         | اردشیر یکم پنجمین شاهنشاه         | اردشیر یکم پنجمین شاهنشاه             | اردشیر یکم پنجمین شاهنشاه             | اردشیر یکم پنجمین شاهنشاه             | اردشیر یکم پنجمین شاهنشاه             |                                       |                                       | داماسپیا ملکه             | داماسپیا ملکه             | داماسپیا ملکه                | داماسپیا ملکه                | داماسپیا ملکه                | داماسپیا ملکه                |                              |                              |                      |                      |                      |                      |                      |                      |                |                |  |  |  |  |  |  |  |  |  |  |  |  |  |  |  |  |
|  |  |            |            |                             |                             |                               |                               |                               |                               |                               |                               |                          |                          |                           |                           |                                  |                                  |                                  |                                  |                                  |                                  | اردشیر یکم پنجمین شاهنشاه         | اردشیر یکم پنجمین شاهنشاه         | اردشیر یکم پنجمین شاهنشاه             | اردشیر یکم پنجمین شاهنشاه             | اردشیر یکم پنجمین شاهنشاه             | اردشیر یکم پنجمین شاهنشاه             |                                       |                                       | داماسپیا ملکه             | داماسپیا ملکه             | داماسپیا ملکه                | داماسپیا ملکه                | داماسپیا ملکه                | داماسپیا ملکه                |                              |                              |                      |                      |                      |                      |                      |                      |                |                |  |  |  |  |  |  |  |  |  |  |  |  |  |  |  |  |
|  |  |            |            |                             |                             |                               |                               |                               |                               |                               |                               |                          |                          |                           |                           |                                  |                                  |                                  |                                  |                                  |                                  |                                   |                                   |                                       |                                       |                                       |                                       |                                       |                                       |                           |                           |                              |                              |                              |                              |                              |                              |                      |                      |                      |                      |                      |                      |                |                |  |  |  |  |  |  |  |  |  |  |  |  |  |  |  |  |
|  |  |            |            |                             |                             |                               |                               |                               |                               |                               |                               |                          |                          |                           |                           |                                  |                                  |                                  |                                  |                                  |                                  |                                   |                                   |                                       |                                       |                                       |                                       |                                       |                                       |                           |                           |                              |                              |                              |                              |                              |                              |                      |                      |                      |                      |                      |                      |                |                |  |  |  |  |  |  |  |  |  |  |  |  |  |  |  |  |
|  |  |            |            | خشایارشای دوم ششمین شاهنشاه | خشایارشای دوم ششمین شاهنشاه | خشایارشای دوم ششمین شاهنشاه   | خشایارشای دوم ششمین شاهنشاه   | خشایارشای دوم ششمین شاهنشاه   | خشایارشای دوم ششمین شاهنشاه   |                               |                               | سغدیانوس هفتمین شاهنشاه  | سغدیانوس هفتمین شاهنشاه  | سغدیانوس هفتمین شاهنشاه   | سغدیانوس هفتمین شاهنشاه   | سغدیانوس هفتمین شاهنشاه          | سغدیانوس هفتمین شاهنشاه          |                                  |                                  | داریوش دوم هشتمین شاهنشاه        | داریوش دوم هشتمین شاهنشاه        | داریوش دوم هشتمین شاهنشاه         | داریوش دوم هشتمین شاهنشاه         | داریوش دوم هشتمین شاهنشاه             | داریوش دوم هشتمین شاهنشاه             |                                       |                                       |                                       |                                       |                           |                           | پروشات ملکه                  | پروشات ملکه                  | پروشات ملکه                  | پروشات ملکه                  | پروشات ملکه                  | پروشات ملکه                  |                      |                      |                      |                      |                      |                      |                |                |  |  |  |  |  |  |  |  |  |  |  |  |  |  |  |  |
|  |  |            |            | خشایارشای دوم ششمین شاهنشاه | خشایارشای دوم ششمین شاهنشاه | خشایارشای دوم ششمین شاهنشاه   | خشایارشای دوم ششمین شاهنشاه   | خشایارشای دوم ششمین شاهنشاه   | خشایارشای دوم ششمین شاهنشاه   |                               |                               | سغدیانوس هفتمین شاهنشاه  | سغدیانوس هفتمین شاهنشاه  | سغدیانوس هفتمین شاهنشاه   | سغدیانوس هفتمین شاهنشاه   | سغدیانوس هفتمین شاهنشاه          | سغدیانوس هفتمین شاهنشاه          |                                  |                                  | داریوش دوم هشتمین شاهنشاه        | داریوش دوم هشتمین شاهنشاه        | داریوش دوم هشتمین شاهنشاه         | داریوش دوم هشتمین شاهنشاه         | داریوش دوم هشتمین شاهنشاه             | داریوش دوم هشتمین شاهنشاه             |                                       |                                       |                                       |                                       |                           |                           | پروشات ملکه                  | پروشات ملکه                  | پروشات ملکه                  | پروشات ملکه                  | پروشات ملکه                  | پروشات ملکه                  |                      |                      |                      |                      |                      |                      |                |                |  |  |  |  |  |  |  |  |  |  |  |  |  |  |  |  |
|  |  |            |            |                             |                             |                               |                               |                               |                               |                               |                               |                          |                          |                           |                           |                                  |                                  |                                  |                                  |                                  |                                  |                                   |                                   |                                       |                                       |                                       |                                       |                                       |                                       |                           |                           |                              |                              |                              |                              |                              |                              |                      |                      |                      |                      |                      |                      |                |                |  |  |  |  |  |  |  |  |  |  |  |  |  |  |  |  |
|  |  |            |            |                             |                             |                               |                               |                               |                               |                               |                               |                          |                          |                           |                           |                                  |                                  |                                  |                                  |                                  |                                  |                                   |                                   |                                       |                                       |                                       |                                       |                                       |                                       |                           |                           |                              |                              |                              |                              |                              |                              |                      |                      |                      |                      |                      |                      |                |                |  |  |  |  |  |  |  |  |  |  |  |  |  |  |  |  |
|  |  |            |            |                             |                             | استاتیرا ملکه                 | استاتیرا ملکه                 | استاتیرا ملکه                 | استاتیرا ملکه                 | استاتیرا ملکه                 | استاتیرا ملکه                 |                          |                          | اردشیر دوم نهمین شاهنشاه  | اردشیر دوم نهمین شاهنشاه  | اردشیر دوم نهمین شاهنشاه         | اردشیر دوم نهمین شاهنشاه         | اردشیر دوم نهمین شاهنشاه         | اردشیر دوم نهمین شاهنشاه         |                                  |                                  |                                   |                                   | کوروش کوچک مدعی پادشاهی               | کوروش کوچک مدعی پادشاهی               | کوروش کوچک مدعی پادشاهی               | کوروش کوچک مدعی پادشاهی               | کوروش کوچک مدعی پادشاهی               | کوروش کوچک مدعی پادشاهی               |                           |                           |                              |                              |                              |                              | اوستانوس شاهزاده             | اوستانوس شاهزاده             | اوستانوس شاهزاده     | اوستانوس شاهزاده     | اوستانوس شاهزاده     | اوستانوس شاهزاده     |                      |                      |                |                |  |  |  |  |  |  |  |  |  |  |  |  |  |  |  |  |
|  |  |            |            |                             |                             | استاتیرا ملکه                 | استاتیرا ملکه                 | استاتیرا ملکه                 | استاتیرا ملکه                 | استاتیرا ملکه                 | استاتیرا ملکه                 |                          |                          | اردشیر دوم نهمین شاهنشاه  | اردشیر دوم نهمین شاهنشاه  | اردشیر دوم نهمین شاهنشاه         | اردشیر دوم نهمین شاهنشاه         | اردشیر دوم نهمین شاهنشاه         | اردشیر دوم نهمین شاهنشاه         |                                  |                                  |                                   |                                   | کوروش کوچک مدعی پادشاهی               | کوروش کوچک مدعی پادشاهی               | کوروش کوچک مدعی پادشاهی               | کوروش کوچک مدعی پادشاهی               | کوروش کوچک مدعی پادشاهی               | کوروش کوچک مدعی پادشاهی               |                           |                           |                              |                              |                              |                              | اوستانوس شاهزاده             | اوستانوس شاهزاده             | اوستانوس شاهزاده     | اوستانوس شاهزاده     | اوستانوس شاهزاده     | اوستانوس شاهزاده     |                      |                      |                |                |  |  |  |  |  |  |  |  |  |  |  |  |  |  |  |  |
|  |  |            |            |                             |                             |                               |                               |                               |                               |                               |                               |                          |                          |                           |                           |                                  |                                  |                                  |                                  |                                  |                                  |                                   |                                   |                                       |                                       |                                       |                                       |                                       |                                       |                           |                           |                              |                              |                              |                              |                              |                              |                      |                      |                      |                      |                      |                      |                |                |  |  |  |  |  |  |  |  |  |  |  |  |  |  |  |  |
|  |  |            |            |                             |                             |                               |                               |                               |                               |                               |                               |                          |                          |                           |                           |                                  |                                  |                                  |                                  |                                  |                                  |                                   |                                   |                                       |                                       |                                       |                                       |                                       |                                       |                           |                           |                              |                              |                              |                              |                              |                              |                      |                      |                      |                      |                      |                      |                |                |  |  |  |  |  |  |  |  |  |  |  |  |  |  |  |  |
|  |  | آتوسا ملکه | آتوسا ملکه | آتوسا ملکه                  | آتوسا ملکه                  | آتوسا ملکه                    | آتوسا ملکه                    |                               |                               | اردشیر سوم دهمین شاهنشاه      | اردشیر سوم دهمین شاهنشاه      | اردشیر سوم دهمین شاهنشاه | اردشیر سوم دهمین شاهنشاه | اردشیر سوم دهمین شاهنشاه  | اردشیر سوم دهمین شاهنشاه  |                                  |                                  |                                  |                                  |                                  |                                  |                                   |                                   |                                       |                                       | سی‌سی‌گامبیس شاهدخت                     | سی‌سی‌گامبیس شاهدخت                     | سی‌سی‌گامبیس شاهدخت                     | سی‌سی‌گامبیس شاهدخت                     | سی‌سی‌گامبیس شاهدخت         | سی‌سی‌گامبیس شاهدخت         |                              |                              |                              |                              |                              |                              | آرشام پدر داریوش سوم | آرشام پدر داریوش سوم | آرشام پدر داریوش سوم | آرشام پدر داریوش سوم | آرشام پدر داریوش سوم | آرشام پدر داریوش سوم |                |                |  |  |  |  |  |  |  |  |  |  |  |  |  |  |  |  |
|  |  | آتوسا ملکه | آتوسا ملکه | آتوسا ملکه                  | آتوسا ملکه                  | آتوسا ملکه                    | آتوسا ملکه                    |                               |                               | اردشیر سوم دهمین شاهنشاه      | اردشیر سوم دهمین شاهنشاه      | اردشیر سوم دهمین شاهنشاه | اردشیر سوم دهمین شاهنشاه | اردشیر سوم دهمین شاهنشاه  | اردشیر سوم دهمین شاهنشاه  |                                  |                                  |                                  |                                  |                                  |                                  |                                   |                                   |                                       |                                       | سی‌سی‌گامبیس شاهدخت                     | سی‌سی‌گامبیس شاهدخت                     | سی‌سی‌گامبیس شاهدخت                     | سی‌سی‌گامبیس شاهدخت                     | سی‌سی‌گامبیس شاهدخت         | سی‌سی‌گامبیس شاهدخت         |                              |                              |                              |                              |                              |                              | آرشام پدر داریوش سوم | آرشام پدر داریوش سوم | آرشام پدر داریوش سوم | آرشام پدر داریوش سوم | آرشام پدر داریوش سوم | آرشام پدر داریوش سوم |                |                |  |  |  |  |  |  |  |  |  |  |  |  |  |  |  |  |
|  |  |            |            |                             |                             |                               |                               |                               |                               |                               |                               |                          |                          |                           |                           |                                  |                                  |                                  |                                  |                                  |                                  |                                   |                                   |                                       |                                       |                                       |                                       |                                       |                                       |                           |                           |                              |                              |                              |                              |                              |                              |                      |                      |                      |                      |                      |                      |                |                |  |  |  |  |  |  |  |  |  |  |  |  |  |  |  |  |
|  |  |            |            |                             |                             |                               |                               |                               |                               |                               |                               |                          |                          |                           |                           |                                  |                                  |                                  |                                  |                                  |                                  |                                   |                                   |                                       |                                       |                                       |                                       |                                       |                                       |                           |                           |                              |                              |                              |                              |                              |                              |                      |                      |                      |                      |                      |                      |                |                |  |  |  |  |  |  |  |  |  |  |  |  |  |  |  |  |
|  |  |            |            |                             |                             | اردشیر چهارم یازدهمین شاهنشاه | اردشیر چهارم یازدهمین شاهنشاه | اردشیر چهارم یازدهمین شاهنشاه | اردشیر چهارم یازدهمین شاهنشاه | اردشیر چهارم یازدهمین شاهنشاه | اردشیر چهارم یازدهمین شاهنشاه |                          |                          |                           |                           | پروشات شاهدخت                    | پروشات شاهدخت                    | پروشات شاهدخت                    | پروشات شاهدخت                    | پروشات شاهدخت                    | پروشات شاهدخت                    |                                   |                                   | هوخشتره پدر اردشیر پنجم آخرین شاهنشاه | هوخشتره پدر اردشیر پنجم آخرین شاهنشاه | هوخشتره پدر اردشیر پنجم آخرین شاهنشاه | هوخشتره پدر اردشیر پنجم آخرین شاهنشاه | هوخشتره پدر اردشیر پنجم آخرین شاهنشاه | هوخشتره پدر اردشیر پنجم آخرین شاهنشاه |                           |                           | داریوش سوم دوازدهمین شاهنشاه | داریوش سوم دوازدهمین شاهنشاه | داریوش سوم دوازدهمین شاهنشاه | داریوش سوم دوازدهمین شاهنشاه | داریوش سوم دوازدهمین شاهنشاه | داریوش سوم دوازدهمین شاهنشاه |                      |                      | استاتیرای ملکه       | استاتیرای ملکه       | استاتیرای ملکه       | استاتیرای ملکه       | استاتیرای ملکه | استاتیرای ملکه |  |  |  |  |  |  |  |  |  |  |  |  |  |  |  |  |
|  |  |            |            |                             |                             | اردشیر چهارم یازدهمین شاهنشاه | اردشیر چهارم یازدهمین شاهنشاه | اردشیر چهارم یازدهمین شاهنشاه | اردشیر چهارم یازدهمین شاهنشاه | اردشیر چهارم یازدهمین شاهنشاه | اردشیر چهارم یازدهمین شاهنشاه |                          |                          |                           |                           | پروشات شاهدخت                    | پروشات شاهدخت                    | پروشات شاهدخت                    | پروشات شاهدخت                    | پروشات شاهدخت                    | پروشات شاهدخت                    |                                   |                                   | هوخشتره پدر اردشیر پنجم آخرین شاهنشاه | هوخشتره پدر اردشیر پنجم آخرین شاهنشاه | هوخشتره پدر اردشیر پنجم آخرین شاهنشاه | هوخشتره پدر اردشیر پنجم آخرین شاهنشاه | هوخشتره پدر اردشیر پنجم آخرین شاهنشاه | هوخشتره پدر اردشیر پنجم آخرین شاهنشاه |                           |                           | داریوش سوم دوازدهمین شاهنشاه | داریوش سوم دوازدهمین شاهنشاه | داریوش سوم دوازدهمین شاهنشاه | داریوش سوم دوازدهمین شاهنشاه | داریوش سوم دوازدهمین شاهنشاه | داریوش سوم دوازدهمین شاهنشاه |                      |                      | استاتیرای ملکه       | استاتیرای ملکه       | استاتیرای ملکه       | استاتیرای ملکه       | استاتیرای ملکه | استاتیرای ملکه |  |  |  |  |  |  |  |  |  |  |  |  |  |  |  |  |
|  |  |            |            |                             |                             |                               |                               |                               |                               |                               |                               |                          |                          |                           |                           |                                  |                                  |                                  |                                  |                                  |                                  |                                   |                                   |                                       |                                       |                                       |                                       |                                       |                                       |                           |                           |                              |                              |                              |                              |                              |                              |                      |                      |                      |                      |                      |                      |                |                |  |  |  |  |  |  |  |  |  |  |  |  |  |  |  |  |
|  |  |            |            |                             |                             | روشنک دختر والی باختر         | روشنک دختر والی باختر         | روشنک دختر والی باختر         | روشنک دختر والی باختر         | روشنک دختر والی باختر         | روشنک دختر والی باختر         |                          |                          |                           |                           | اسکندر مقدونی شاه ایران و مقدونی | اسکندر مقدونی شاه ایران و مقدونی | اسکندر مقدونی شاه ایران و مقدونی | اسکندر مقدونی شاه ایران و مقدونی | اسکندر مقدونی شاه ایران و مقدونی | اسکندر مقدونی شاه ایران و مقدونی |                                   |                                   |                                       |                                       |                                       |                                       |                                       |                                       |                           |                           |                              |                              |                              |                              | استاتیرا شاهدخت              | استاتیرا شاهدخت              | استاتیرا شاهدخت      | استاتیرا شاهدخت      | استاتیرا شاهدخت      | استاتیرا شاهدخت      |                      |                      |                |                |  |  |  |  |  |  |  |  |  |  |  |  |  |  |  |  |
|  |  |            |            |                             |                             | روشنک دختر والی باختر         | روشنک دختر والی باختر         | روشنک دختر والی باختر         | روشنک دختر والی باختر         | روشنک دختر والی باختر         | روشنک دختر والی باختر         |                          |                          |                           |                           | اسکندر مقدونی شاه ایران و مقدونی | اسکندر مقدونی شاه ایران و مقدونی | اسکندر مقدونی شاه ایران و مقدونی | اسکندر مقدونی شاه ایران و مقدونی | اسکندر مقدونی شاه ایران و مقدونی | اسکندر مقدونی شاه ایران و مقدونی |                                   |                                   |                                       |                                       |                                       |                                       |                                       |                                       |                           |                           |                              |                              |                              |                              | استاتیرا شاهدخت              | استاتیرا شاهدخت              | استاتیرا شاهدخت      | استاتیرا شاهدخت      | استاتیرا شاهدخت      | استاتیرا شاهدخت      |                      |                      |                |                |  |  |  |  |  |  |  |  |  |  |  |  |  |  |  |  |